# Zkracovačka (uzel)

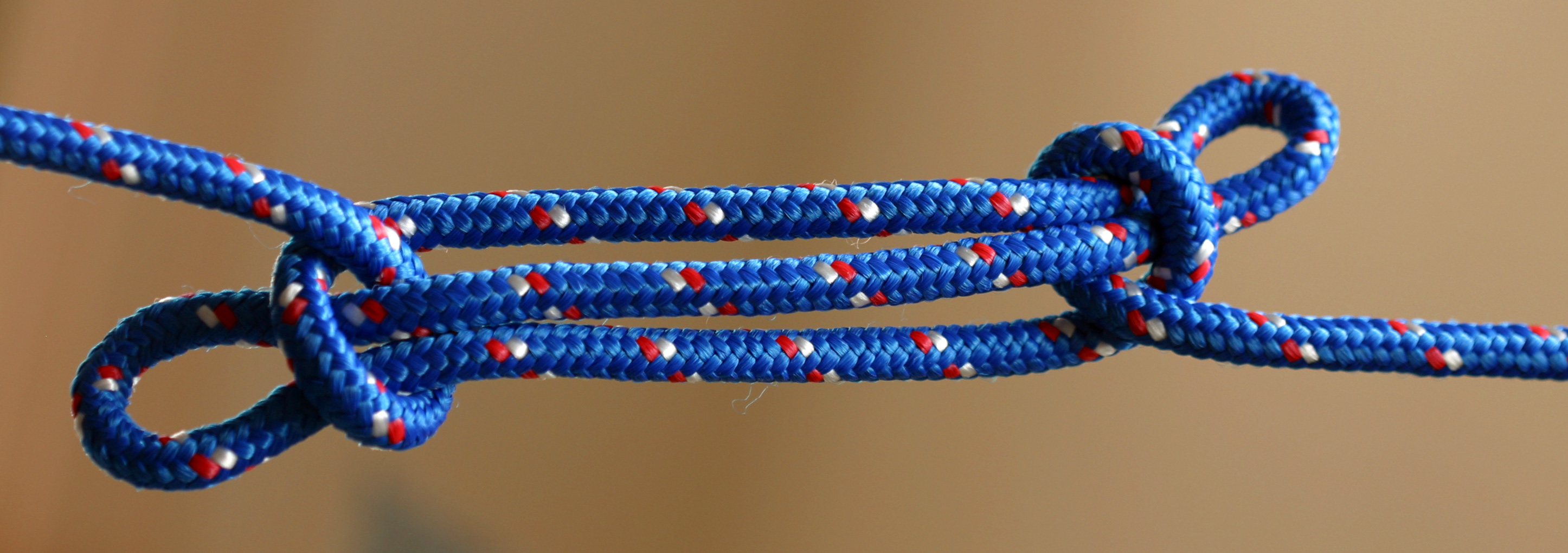
Zkracovačka

Zkracovačka (též ovčí nožka) je typ uzlu, který slouží ke zkrácení lana, aniž by se lano muselo řezat. Případně se zkracovačka využívá k zafixování nepoužívané části lana.
K uvázání nepotřebujeme ani jeden konec lana. Aby zkracovačka držela pevně, musí být lano napnuté. Při příliš malé, nebo příliš velké zátěži se uzel rozpadne.
Zkracovačka patří mezi šest základních skautských uzlů.

## Jak uvázat uzel zkracovačka
Na laně si vytvoříme tři stejně velké smyčky. Následně provlékneme postranními dva prsty (palec a ukazováček) a chytneme oběma rukama prostřední smyčku. Pak pohybem rukou od sebe utáhneme uzel. 
Aby byl uzel zkracovačka pevný a nerozvázal se, můžeme ho zajistit provlečením nějakého kolíčku vzniklými oky. Nebo přivázáním ok ke koncům, které ze zkracovačky vycházejí.